# Groenalliantie Midden-Holland

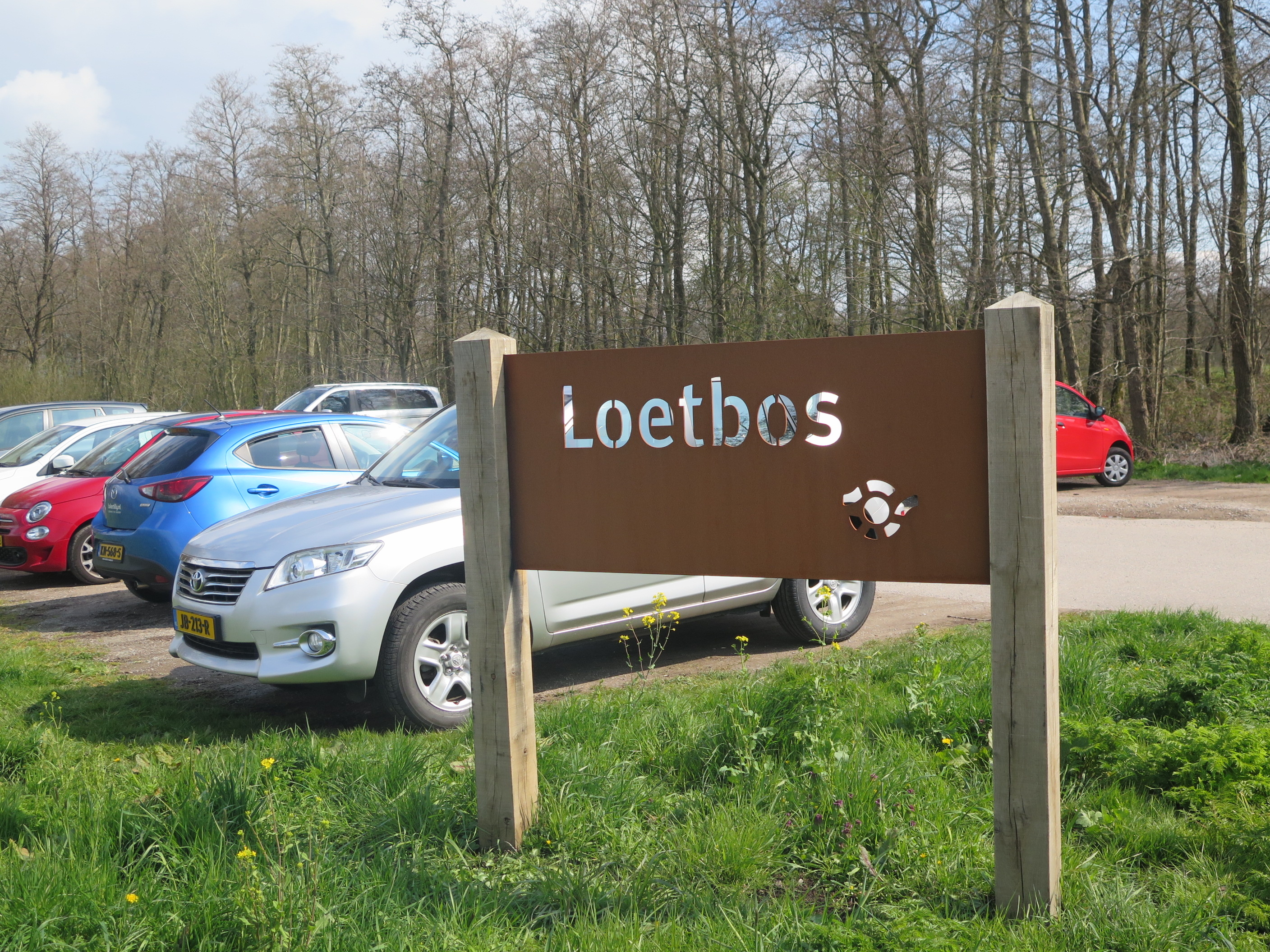
Loetbos, een van de beheergebieden van Groenalliantie Midden-Holland

Groenalliantie Midden-Holland is een recreatieschap dat het beheer heeft over natuur- en recreatiegebieden in de Krimpenerwaard en de omgeving van de Reeuwijkse Plassen. Het is een samenwerkingsverband van de gemeenten Bodegraven-Reeuwijk, Gouda, Waddinxveen, Krimpen aan den IJssel en Krimpenerwaard.
Doel van de samenwerking is het ontwikkelen en beheren van de natuur- en recreatiegebieden om te komen tot een aantrekkelijk en duurzaam leefklimaat. 
De activiteiten van Groenalliantie worden gefinancierd uit deelnemersbijdragen van betrokken gemeenten en uit de provinciale begrotingssubsidie.
Groenalliantie is op 1 mei 2014 gevormd door de fusie van de Natuur- en Recreatieschappen Krimpenerwaard en Reeuwijkse Plassen e.o.

## Beheergebieden
De volgende gebieden zijn eigendom van en worden beheerd door Groenalliantie:
- De Krimpenerhout
- Loetbos
- Reeuwijkse Hout
- Goudse Hout
- 't Weegje  en Oostpolder
- Gouwebos
- Twaalfmorgen
- Elfhoeven

## Samenwerking Staatsbosbeheer
De taken rondom beheer en onderhoud worden door de samenwerkingspartner Staatsbosbeheer uitgevoerd. In december 2018 is een samenwerkingsovereenkomst gesloten en deze duurt tot 2026. Staatsbosbeheer beheert sinds 1 januari 2017 in opdracht van Groenalliantie de natuur- en recreatiegebieden.

## Kwaliteitsimpuls Groenalliantie
Kwaliteitsimpuls Groenalliantie is een meerjarig investeringsprogramma waarin Groenalliantie sinds 2015 samenwerkt met gebiedspartners aan de versterking van de recreatie- en natuurwaarden van haar gebieden. De inzet van de kwaliteitsimpuls is gericht op:
- het toevoegen van recreatieve voorzieningen
- het versterken van de beleving van landschaps- en padenstructuren
- het verhogen van de biodiversiteit en bekendheid gebieden

De kwaliteitsimpuls wordt gefinancierd door de Groenalliantie met cofinanciering van de 
Provincie Zuid-Holland.